# 히와키정
히와키정(일본어: 樋脇町)은 일본 가고시마현 북서부에 위치해 사쓰마군에 속했던 정이다. 
2004년 10월 12일 센다이시·이리키정·도고정·게도인정·사토촌·가미코시키촌·시모코시키촌·가시마촌이 신설 합병해 사쓰마센다이시가 되어 소멸했다.

## 역사
- 1889년 4월 1일 - 정촌제 시행에 수반해 사쓰마군 히와키촌이 성립하였다.
- 1940년 11월 10일 - 정으로 승격해 히와키정이 되었다.
- 2004년 10월 12일 - 센다이시 외 7정촌과 신설합병, 사쓰마센다이시가 되었다.

## 교통

### 도로
- 가고시마현도 제36호선
- 가고시마현도 제39호선
- 가고시마현도 제304호선
- 가고시마현도 제333호선
- 가고시마현도 제335호선
- 가고시마현도 제343호선
- 가고시마현도 제346호선

## 참고 문헌
- 角川日本地名大辞典編纂委員会,『角川日本地名大辞典 鹿児島県』1983, 角川書店